# Heteronychia angelicae
Heteronychia angelicae är en tvåvingeart som först beskrevs av Engel 1925.  Heteronychia angelicae ingår i släktet Heteronychia och familjen köttflugor. Inga underarter finns listade i Catalogue of Life.